# Vicegovernatore (Stati Uniti d'America)
Il Vicegovernatore (Lieutenant Governor) negli Stati Uniti d'America è un funzionario presente in 45 Stati su 50. Generalmente, il Vicegovernatore ricopre la seconda carica più importante nello Stato dopo il Governatore, e ne assume le funzioni quando quest’ultimo è impossibilitato a governare, si dimette oppure viene rimosso dall’incarico. Il Vicegovernatore è quindi il primo nella linea di successione governatoriale.

Mappa che illustra i diversi metodi di elezione dei Vicegovernatori: negli Stati in giallo il Vicegovernatore viene eletto separatamente dal Governatore;
negli Stati in blu scuro il Vicegovernatore si presenta insieme al Governatore;
negli Stati in blu chiaro il Vicegovernatore si presenta alle primarie separatamente dal Governatore, mentre alle elezioni generali si presentano insieme.
negli Stati in rosso, il titolo di Vicegovernatore viene attribuito ‘’ex officio’’ al Presidente del Senato dello Stato.

## Competenze e funzioni
In 26 stati, il Governatore e il Vicegovernatore sono eletti all’interno dello stesso ticket governatoriale, garantendo che provengano dallo stesso partito politico. In 17 stati vengono eletti separatamente e, quindi, possono provenire da partiti diversi. Tra i sette stati senza una carica separata di Vicegovernatore a tempo pieno, due stati hanno una carica di Vicegovernatore ricoperta dal più alto funzionario del Senato statale. In Tennessee, il titolo completo del leader del Senato del Tennessee è Vicegovernatore e presidente del Senato. Nella Virginia Occidentale, il titolo di Vicegovernatore è assegnato per statuto al presidente del Senato.
Ad eccezione di Georgia, Tennessee, Texas, Washington e Virginia Occidentale, ogni stato ha avuto un Vicegovernatore donna o equivalente.
I compiti dei Vicegovernatori variano da stato a stato. Nella maggior parte degli stati, i compiti dell'ufficio sono stabiliti nella costituzione statale originaria dello stato; tuttavia, le responsabilità potrebbero essere state aggiunte o diminuite per statuto o ordine esecutivo.
Il Vicegovernatore è spesso anche il presidente della camera alta dello Stato, simile al Vicepresidente degli Stati Uniti d'America. I Vicegovernatori sono gli unici funzionari con compiti e poteri specifici in due rami del governo statale: il ramo esecutivo e quello legislativo. Più della metà dei membri della NLGA (Associazione Nazionale Vicegovernatori) presiedono il Senato del proprio stato. La maggior parte persegue iniziative legislative; molti testimoniano a livello locale e a Washington a vario titolo; alcuni prestano servizio nei gabinetti dei Governatori, mentre altri mantengono diversi portafogli. In molti stati, i compiti del Vicegovernatore sono aumentati dalla legislazione per includere il Vicegovernatore nei consigli di amministrazione, nelle commissioni e nelle task force statali.

## Vicegovernatori
Repubblicano
     Democratico

### Stati federati
| Stato                | Foto | Nome                | Partito           | Inizio mandato   | Fine mandato              | Governatore in carica                            | Vicegovernatori precedenti |
| -------------------- | ---- | ------------------- | ----------------- | ---------------- | ------------------------- | ------------------------------------------------ | -------------------------- |
| Alabama              |      | Will Ainsworth      | Repubblicano      | 14 gennaio 2019  | 2027 (limite del mandato) | Kay Ivey                                         | Kay Ivey                   |
| Alaska               |      | Nancy Dahlstrom     | Repubblicano      | 5 dicembre 2022  | 2026                      | Mike Dunleavy                                    | Kevin Meyer                |
| Arkansas             |      | Leslie Rutledge     | Repubblicano      | 10 gennaio 2023  | 2027                      | Sarah Huckabee Sanders                           | Tim Griffin                |
| California           |      | Eleni Kounalakis    | Democratico       | 7 gennaio 2019   | 2027                      | Gavin Newsom                                     | Gavin Newsom               |
| Carolina del Nord    |      | Rachel Hunt         | Democratico       | 1º gennaio 2025  | 2029                      | Josh Stein                                       | Mark Robinson              |
| Carolina del Sud     |      | Pamela Evette       | Repubblicano      | 9 gennaio 2019   | 2027                      | Henry McMaster                                   | Kevin L. Bryant            |
| Colorado             |      | Dianne Primavera    | Democratico       | 8 gennaio 2019   | 2027                      | Jared Polis                                      | Donna Lynne                |
| Connecticut          |      | Susan Bysiewicz     | Democratico       | 9 gennaio 2019   | 2027                      | Ned Lamont                                       | Nancy Wyman                |
| Dakota del Nord      |      | Michelle Strinden   | Repubblicano      | 15 dicembre 2024 | 2028                      | Kelly Armstrong                                  | Tammy Miller               |
| Dakota del Sud       |      | Tony Venhuizen      | Repubblicano      | 30 gennaio 2025  | 2027                      | Larry Rhoden                                     | Larry Rhoden               |
| Delaware             |      | Kyle Evans Gay      | Democratico       | 21 gennaio 2025  | 2029                      | Matt Meyer                                       | Bethany Hall-Long          |
| Florida              |      | Jeanette Nunez      | Repubblicano      | 8 gennaio 2019   | 2027                      | Ron DeSantis                                     | Carlos Lopez-Cantera       |
| Georgia              |      | Burt Jones          | Repubblicano      | 9 gennaio 2023   | 2027                      | Brian Kemp                                       | Geoff Duncan               |
| Hawaii               |      | Sylvia Luke         | Democratico       | 5 dicembre 2022  | 2026                      | Josh Green                                       | Josh Green                 |
| Idaho                |      | Scott Bedke         | Repubblicano      | 2 gennaio 2023   | 2027                      | Brad Little                                      | Janice McGeachin           |
| Illinois             |      | Juliana Stratton    | Democratico       | 14 gennaio 2019  | 2027                      | J. B. Pritzker                                   | Evelyn Sanguinetti         |
| Indiana              |      | Micah Beckwith      | Repubblicano      | 13 gennaio 2025  | 2029                      | Mike Braun                                       | Suzanne Crouch             |
| Iowa                 |      | Chris Cournoyer     | Repubblicano      | 16 dicembre 2024 | 2027                      | Kim Reynolds                                     | Amy Sinclair               |
| Kansas               |      | David Toland        | Democratico       | 2 gennaio 2021   | 2027                      | Laura Kelly                                      | Lynn Rogers                |
| Kentucky             |      | Jacqueline Coleman  | Democratico       | 10 dicembre 2019 | 2027                      | Andy Beshear                                     | Jenean Hampton             |
| Louisiana            |      | Billy Nungesser     | Repubblicano      | 11 gennaio 2016  | 2028                      | John Bel Edwards (2016-2024) Jeff Landry (2024-) | Jay Dardenne               |
| Maryland             |      | Aruna Miller        | Democratico       | 18 gennaio 2023  | 2027                      | Wes Moore                                        | Boyd Rutherford            |
| Massachusetts        |      | Kim Driscoll        | Democratico       | 5 gennaio 2023   | 2027                      | Maura Healey                                     | Karyn Polito               |
| Michigan             |      | Garlin Gilchrist    | Democratico       | 1º gennaio 2019  | 2027 (limite del mandato) | Gretchen Whitmer                                 | Brian Calley               |
| Minnesota            |      | Peggy Flanagan      | Democratico (DFL) | 7 gennaio 2019   | 2027 (limite del mandato) | Tim Walz                                         | Michelle Fischbach         |
| Mississippi          |      | Delbert Hosemann    | Repubblicano      | 14 gennaio 2020  | 2028 (limite del mandato) | Tate Reeves                                      | Tate Reeves                |
| Missouri             |      | David Wasinger      | Repubblicano      | 13 gennaio 2025  | 2029                      | Mike Kehoe                                       | Mike Kehoe                 |
| Montana              |      | Kristen Juras       | Repubblicano      | 4 gennaio 2021   | 2029                      | Greg Gianforte                                   | Mike Cooney                |
| Nebraska             |      | Joe Kelly           | Repubblicano      | 5 gennaio 2023   | 2027                      | Jim Pillen                                       | Mike Foley                 |
| Nevada               |      | Stavros Anthony     | Repubblicano      | 2 gennaio 2023   | 2027                      | Joe Lombardo                                     | Lisa Cano Burkhead         |
| New Jersey           |      | Tahesha Way         | Democratico       | 8 settembre 2023 | 2026                      | Phil Murphy                                      | Sheila Oliver              |
| New York             |      | Antonio Delgado     | Democratico       | 25 maggio 2022   | 2026                      | Kathy Hochul                                     | Andrea Stewart-Cousins     |
| Nuovo Messico        |      | Howie Morales       | Democratico       | 1º gennaio 2019  | 2027 (limite del mandato) | Michelle Lujan Grisham                           | John Sanchez               |
| Ohio                 |      | Jim Tressel         | Repubblicano      | 14 febbraio 2025 | 2027                      | Mike DeWine                                      | Jon Husted                 |
| Oklahoma             |      | Matt Pinnell        | Repubblicano      | 14 gennaio 2019  | 2027                      | Kevin Stitt                                      | Todd Lamb                  |
| Pennsylvania         |      | Austin Davis        | Democratico       | 17 gennaio 2023  | 2027                      | Josh Shapiro                                     | John Fetterman             |
| Rhode Island         |      | Sabina Matos        | Democratico       | 14 aprile 2021   | 2027                      | Daniel McKee                                     | Daniel McKee               |
| Tennessee            |      | Randy McNally       | Repubblicano      | 10 gennaio 2017  | 2027                      | Bill Haslam (2017-2019) Bill Lee (2019-)         | Ron Ramsey                 |
| Texas                |      | Dan Patrick         | Repubblicano      | 20 gennaio 2015  | 2027                      | Greg Abbott                                      | David Dewhurst             |
| Utah                 |      | Deidre Henderson    | Repubblicano      | 4 gennaio 2021   | 2025                      | Spencer Cox                                      | Spencer Cox                |
| Vermont              |      | John S. Rodgers     | Repubblicano      | 9 gennaio 2025   | 2029                      | Phil Scott                                       | David Zuckerman            |
| Virginia             |      | Winsome Earle-Sears | Repubblicano      | 15 gennaio 2022  | 2026                      | Glenn Youngkin                                   | Justin Fairfax             |
| Virginia Occidentale |      | Randy Smith         | Repubblicano      | 8 gennaio 2025   | 2029                      | Patrick Morrisey                                 | Craig Blair                |
| Washington           |      | Dennis Heck         | Democratico       | 13 gennaio 2021  | 2029                      | Jay Inslee (2021-2025) Bob Ferguson (2025-)      | Cyrus Habib                |
| Wisconsin            |      | Sara Rodriguez      | Democratico       | 3 gennaio 2023   | 2027                      | Tony Evers                                       | Mandela Barnes             |